# شاه شجاع (أمير مغول الهند)
شاه شُجاع (بالأردية: شاہ شُجاع)، (23 يونيو 1616 - 7 فبراير 1661) كان الابن الثاني للإمبراطور المغولي شاه جهان والإمبراطورة ممتاز محل. كان حاكم البنغال وأوديسا وكانت عاصمته دكا، حاليًا بنغلاديش.

## معرض صور

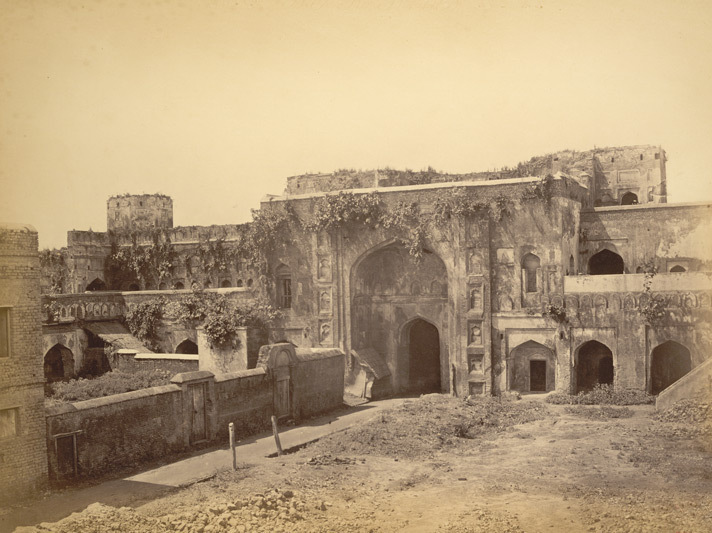
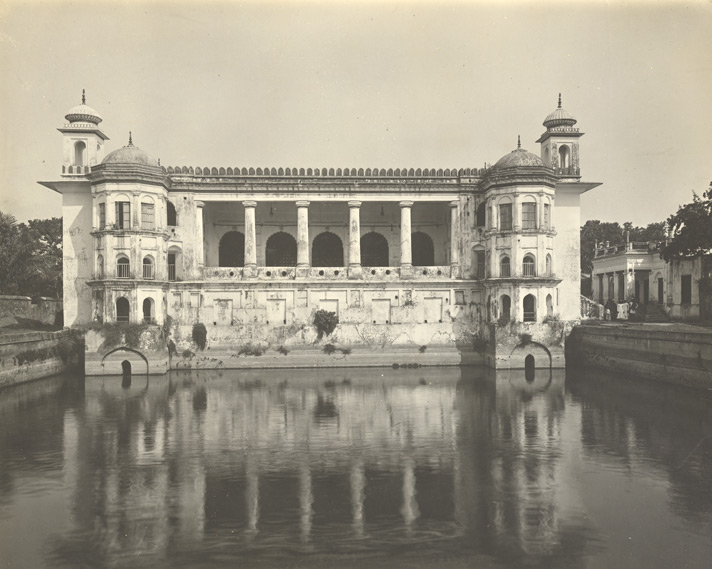
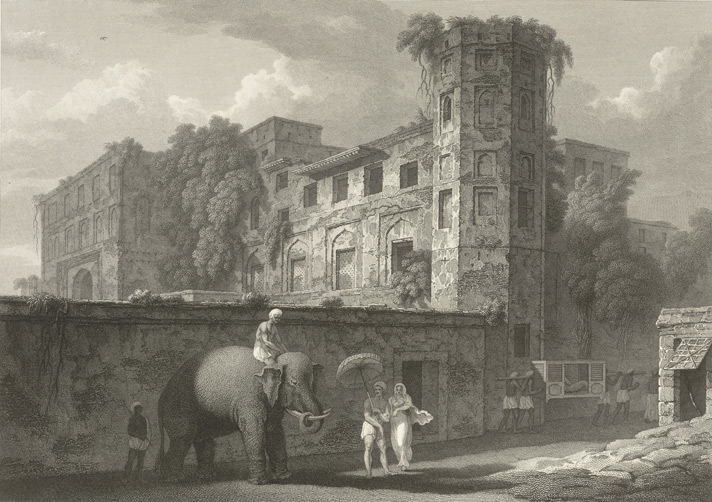
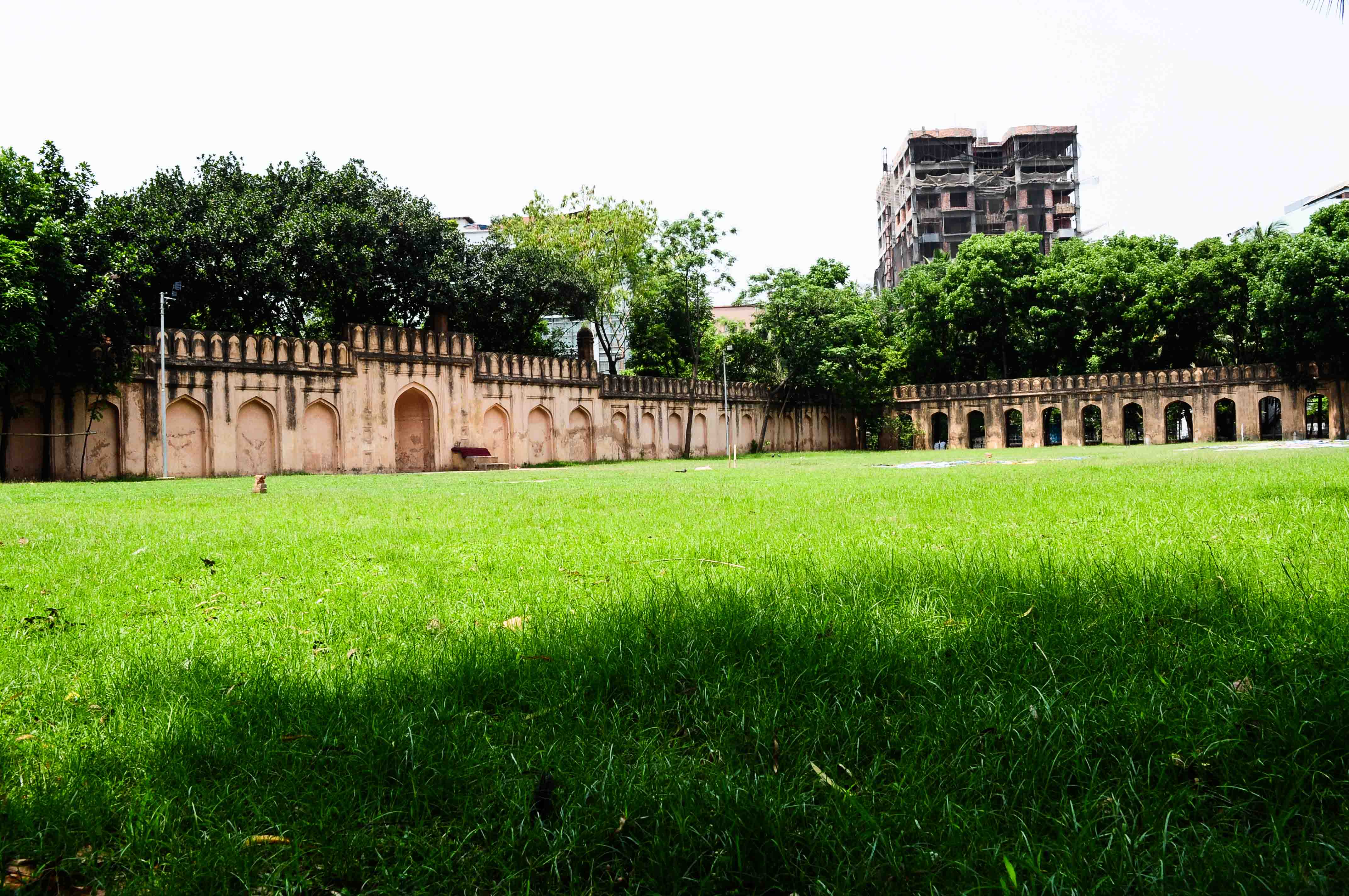